# 佐爾佐爾
佐爾佐爾是西非國家利比里亞的城市，由洛法縣負責管轄，毗鄰首都蒙羅維亞，海拔高度450米，是稻米、木薯、鳳梨、棕櫚油等農產品的貿易中心，2008年人口5,131。
7°47′N 9°26′W / 7.783°N 9.433°W